# Tai Webster
Tai Jack Webster (Auckland, 29 maggio 1995) è un cestista neozelandese con cittadinanza statunitense.
È il fratello di Corey Webster.

## Palmarès
- Coppa di Lituania: 1

Žalgiris Kaunas: 2021-22